# Thomas Guldhammer
Thomas Guldhammer Poulsen (Vejle, 31 juli 1987) is een Deens wielrenner die anno 2011 uitkomt voor Concordia Forsikring-Himmerland.
In 2005 werd Guldhammer Deens kampioen bij de junioren in de ploegentijdrit, samen met André Steensen en Troels Rønning Vinther. Hij werd toen ook tweede in de individuele tijdrit en in de normale wegwedstrijd. Hij werd derde in de Luxemburgse wedstrijd GP Général Patton voor junioren en won de Italiaanse wedstrijd Trofeo Emilio Paganessi en een etappe in de GP Rüebliland.
In 2006 werd Guldhammer derde in de ploegentijdrit bij de elite, samen met Steensen en Vinther. In 2008 won hij een etappe in de Les Boucles de l'Artois. In 2009 werd hij 8e in de GP Herning, 10e in Parijs-Roubaix voor beloften en Deens kampioen op de ploegentijdrit voor elite, samen met Jens-Erik Madsen, Troels Rønning Vinther, Jonas Aaen Jørgensen, Daniel Kreutzfeldt en zijn jongere broer Rasmus Guldhammer.

## Overwinningen
2005
- Deens kampioen ploegentijdrit, Junioren (met André Steensen en Troels Rønning Vinther)
- Trofeo Emilio Paganessi (Junioren)
- 1e etappe GP Rüebliland (Junioren)

2009
- Deens kampioen ploegentijdrit, Elite (met Jens-Erik Madsen, Rasmus Guldhammer, Troels Rønning Vinther, Jonas Aaen Jørgensen en Daniel Kreutzfeldt)

## Grote rondes
Geen
Andersen · Guldhammer · Hansen · Haugaard · Hemmsen · K.V. Kristensen · R. Kristensen · Lund · J.-E. Madsen · T. Madsen · Rasmussen · Stenger · A. Vorre Louring · R. Vorre Louring
A.K. Andersen · S.K. Andersen · Bøje-Pedersen · von Folsach · Guldhammer · Hemmsen · Larsen · Mørkøv · Mygind · Olesen · Plesner · Quaade · Rosenberg · Vinjebo